# Diodes

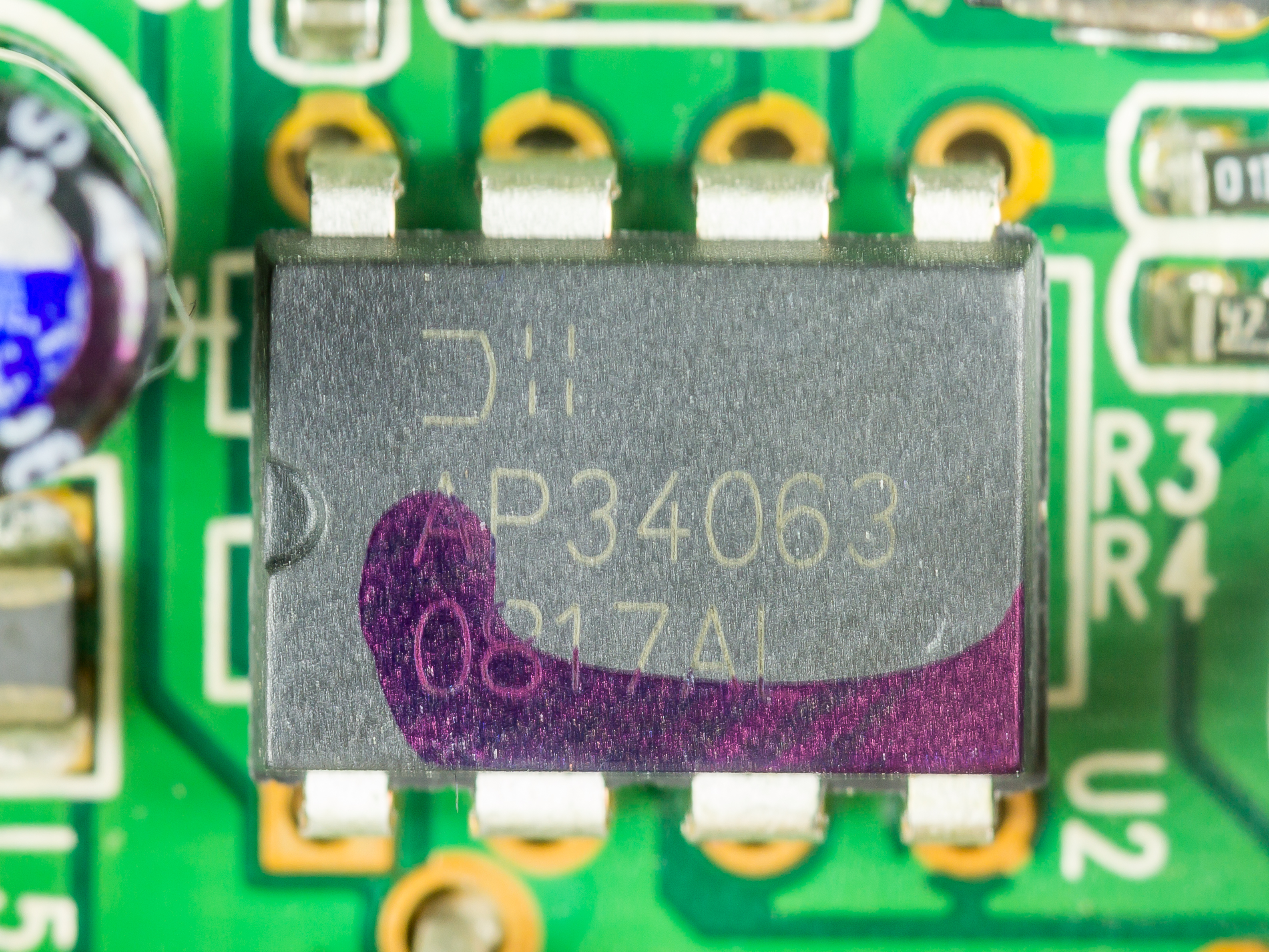
Diodes AP34063 - DC/DC-Konverter

Diodes (NASDAQ: DIOD) ist ein US-amerikanischer Hersteller von elektronischen Halbleiterbauelementen wie Dioden, Gleichrichtern, Transistoren und MOS-FETs mit Sitz in Plano (Texas).
Das Unternehmen hat weltweit rund 4.600 Mitarbeiter und erzielte 2012 einen Umsatz von über 600 Mio. US-Dollar.
Ein Werk in Deutschland befindet sich in 98724 Neuhaus am Rennweg (Thüringen).